# Gilead Sciences
Gilead Sciences, Inc., is een Amerikaans biofarmaceutisch bedrijf met hoofdkantoor in Foster City, Californië, dat geneesmiddelen onderzoekt, ontwikkelt en in de handel brengt. Het bedrijf richt zich voornamelijk op antivirale middelen die worden gebruikt bij de behandeling van hiv, hepatitis B, hepatitis C en griep. Daarnaast richt het bedrijf zich sinds de overname van Kite Pharma in 2017, in toenemende mate op Oncologie/Hematologie. Hierbij richt Kite Pharma zich op zogenaamde celtherapie ter bestrijding en mogelijk genezing van bepaalde soorten kanker (m.n. non-hodgkinlymfoom). 
In juni 1987 werd Oligogen opgericht door Michael Riordan, een arts. Hij werkte nauw samen met drie wetenschappelijke adviseurs: Peter Dervan van Caltech, Doug Melton van Harvard en Harold Weintraub van het Fred Hutchinson Cancer Research Center. Riordan was de eerste bestuursvoorzitter vanaf de oprichting van het bedrijf tot 1996. De primaire therapeutische focus lag aanvankelijk op antivirale geneesmiddelen, Riordan had dengue opgelopen en hij bijzonder gemotiveerd om hiervoor een geneesmiddel te vinden. In 1988 werd de naam gewijzigd in Gilead Sciences.
Gilead heeft sinds januari 1992 een notering aan de NASDAQ en maakt deel uit van de S&P 500 aandelenindex.
In 2020 maakte het furore met remdesivir, het eerste medicijn dat door EMA en FDA werd goedgekeurd als behandeling tegen covid-19. op 22 oktober 2020 keurde de FDA Veklury, de commerciële naam (brandname) voor Remdesivir, goed en dit besluit vervangt de Emergency Use Authorization (EUA) van 1 mei 2020.